# Joonas Föhr
Joonas Föhr  (* 1994) ist ein finnischer Unihockeyspieler, der beim Nationalliga-B-Verein Floorball Fribourg unter Vertrag steht.

## Karriere
2011 debütierte Föhr als 17-Jähriger für Porvoo.
2014 wechselte er zu TPS in die höchste finnische Liga.
2015 wechselte er zu den Westend Indians nach Espoo.
Föhr wechselte 2019 zum Schweizer Nationalliga-B-Verein Floorball Thurgau. 2020 verlängerte Floorball Thurgau den Vertrag mit dem Finnen um ein weiteres Jahr.
Nachdem die Saison in der Nationalliga B aufgrund der Corona-Pandemie unterbrochen worden war, verpflichtete der Nationalliga-A-Vertreter Chur Unihockey den Stürmer temporär. Sein Engagement bei den Bündnern ist bis auf den Zeitpunkt der Wiederaufnahme der Nationalliga-B-Meisterschaft beschränkt.